# Сеглин, Елизавета Владимировна
Елизавета Владимировна Сеглин (Сеглиня, 12 августа 1895, Нарин, Курляндская губерния, Российская империя — 8 января 1985, Москва, СССР) — советский библиотечный деятель и редактор.

## Биография
Родилась 12 августа 1895 года в Нарине. Училась в торговой школе в Тальсене, которую она окончила в 1911 году, после чего окончила аспирантуру Института библиотековедения при ГБЛ. В годы Гражданской войны в РСФСР заведовала подотделом издательств и библиотек Царицынского губкома РКП(б). В 1922 году была избрана на должность директора библиотеки Московского губернского совета профсоюзов имени В. И. Ленина, далее заведовала ЦБ Профсоюза текстильщиков, областной библиотекой Московского отдела народного образования, ЦБ МОСПСа, возглавляла кафедру библиотековедения в библиотечном комбинате МОСПСа, занимала должность заместителя директора по НИР МГБИ. Все данные должности она занимала вплоть до 1933 года.
В 1934—1937 годах - заместитель директора основанного ею же НИИ библиотековедения и рекомендательной библиографии, в 1937 году возглавила его и пробыла в данной должности до 1940 года.
В 1943 году была принята на работу в библиотечно-библиографическое издательство Наркомпроса. В 1946 году ушла в ВКП, где занимала должности главного редактора и заместителя директора по научной части. В 1951 году была принята на работу в ГБЛ, где была избрана заместителем заведующего научно-методического кабинета и проработала до 1956 года. В 1956 году ушла на пенсию.
Скончалась 8 января 1985 года в Москве.

### Память
Её имя занесено в книгу почёта ГБЛ.

## Научные работы
Основные научные работы посвящены практике профильных библиотек и специфике массовых форм работы с читателями. Автор свыше 80 научных работ.
- Ряд научных работ посвящены жизни и деятельности видных библиотековедов.

## Редакторская деятельность
- 1939-41 — Ответственный редактор журнала «Красный библиотекарь».
- Библиотековедение : Учебное пособие [для библ. техникумов и библ. отд-ний культ.-просвет. училищ] . В 2 частях [печатный текст] / Серов, Василий Васильевич, Редактор (Editor); Сеглин, Елизавета Владимировна, Редактор (Editor); Захарова, Н. А., Редактор (Editor). - Москва : Книга, 1972. - 382, [2] с.: ил., таблицы; 21 см.- Библиография в подстрочных примечаниях.- 60 000 экземпляров   (в переплёте)